# Leonid Kulik
Leonid Aleksiejewicz Kulik (ros. Леонид Алексеевич Кулик, ur. 19 sierpnia 1883 w Dorpacie, zm. 24 kwietnia 1942 w Spas-Diemieńsku) – rosyjski mineralog, zajmował się badaniem meteorytów.

## Życiorys
Ukończył studia w Instytucie Leśnictwa w Sankt Petersburgu i na Uniwersytecie w Kazaniu. Odbył służbę w armii rosyjskiej podczas wojny rosyjsko-japońskiej, później służył w rosyjskiej armii podczas I wojny światowej.
Został zatrudniony w 1913 roku w Muzeum Mineralogicznym Akademii Nauk.
W 1927 roku zorganizował pierwszą wyprawę mającą na celu zbadanie katastrofy tunguskiej. Badania nad tym meteorytem prowadził do 1939 roku, w tym czasie zorganizował i uczestniczył w 6 ekspedycjach badawczych. Zebrał wiele interesujących materiałów na ten temat (m.in. fotografie terenu katastrofy, badania drzew, wywiady z mieszkańcami).
W 1939 roku zorganizował, a następnie kierował Komitetem ds. meteorytów Akademii Nauk ZSRR.
Podczas II wojny światowej wstąpił na ochotnika do pospolitego ruszenia. Ranny dostał się do niewoli niemieckiej. Zmarł na tyfus w 1942 roku, w niemieckim obozie.
Jego imieniem nazwano planetoidę (2794) Kulik.